# 一宮市立木曽川東小学校
一宮市立木曽川東小学校（いちのみやしりつ きそがわひがししょうがっこう）は、愛知県一宮市にある公立小学校。黒田小学校の校区分割により設立された。略称は「木東」（きひがし）。

## 概要
一宮市木曽川町の小学校である。

## 沿革
- 1976年（昭和51年） - 木曽川町立黒田小学校の校区分割により、木曽川町立木曽川東小学校が創立される。
- 2005年（平成17年） - 木曽川町は一宮市に編入され、一宮市立木曽川東小学校に改称する。

## 通学区域
- 木曽川町門間、木曽川町黒田四ノ通り、木曽川町黒田五ノ通り、木曽川町黒田六ノ通り木曽川町黒田七ノ通り、木曽川町黒田八ノ通り、木曽川町黒田九ノ通り、木曽川町黒田十ノ通り、木曽川町黒田十一ノ通り、木曽川町黒田十二ノ通り、木曽川町黒田字井桁畔の一部、木曽川町黒田字石亀、木曽川町黒田字奥屋敷の一部、木曽川町黒田字勘宗山の一部、木曽川町黒田字北五反田北ノ切、木曽川町黒田字篭守浦、木曽川町黒田字篭守西の一部、木曽川町黒田字地蔵東、木曽川町黒田字城東の一部、木曽川町黒田字神明前、木曽川町黒田字大畑東西ノ切、木曽川町黒田字中野黒の一部、木曽川町黒田字西石原、木曽川町黒田字西河原崎、木曽川町黒田字西町北、木曽川町黒田字西町南、木曽川町黒田字野畔の一部、木曽川町黒田字初毛木、木曽川町黒田字東石原、木曽川町黒田字東河原崎、木曽川町黒田字東古川、木曽川町黒田字東町北、木曽川町黒田字東町南、木曽川町黒田字松枝、木曽川町黒田字三ツ股の一部、木曽川町黒田字南一本松、木曽川町黒田字南出口、木曽川町黒田字妙見廻の一部、木曽川町黒田字虫祭、木曽川町黒田字山、木曽川町黒田字山口[1]。

## 進学先中学校
- 一宮市立木曽川中学校

## 交通機関
- 名古屋鉄道名古屋本線、新木曽川駅より徒歩18分
- 東海道本線、木曽川駅より徒歩15分
- i-バス木曽川・北方コース「木曽川東小学校北」バス停下車、徒歩すぐ